# Opéra russe
L'opéra russe est l'une des traditions lyriques importantes de l'histoire de l'opéra européenne. Introduit lors de la première moitié du xviiie siècle, l'opéra en Russie va progressivement prendre de l'ampleur et devenir l'une des principales scènes pour les ouvrages lyriques dans les siècles suivants, s'exportant à l'international et offrant à partir de la moitié du XIXe siècle des œuvres russes de premiers plans par les principaux compositeurs de leur époque.

## Historique
L'opéra apparaît en Russie dans la première moitié du xviiie siècle, importé dans le pays par les Italiens. Jusqu'alors, les Russes ne connaissaient que des sortes de théâtre chanté dans un cadre religieux autour des fêtes. La fondation de la ville de Saint-Pétersbourg favorise l'arrivée d'étrangers donc d'imports culturels des autres pays d'Europe. Ainsi apparaissent les premiers ouvrages lyriques sur le territoire, ce qui va engendrer la création d'un répertoire local.

### xviiiesiècle: genèse

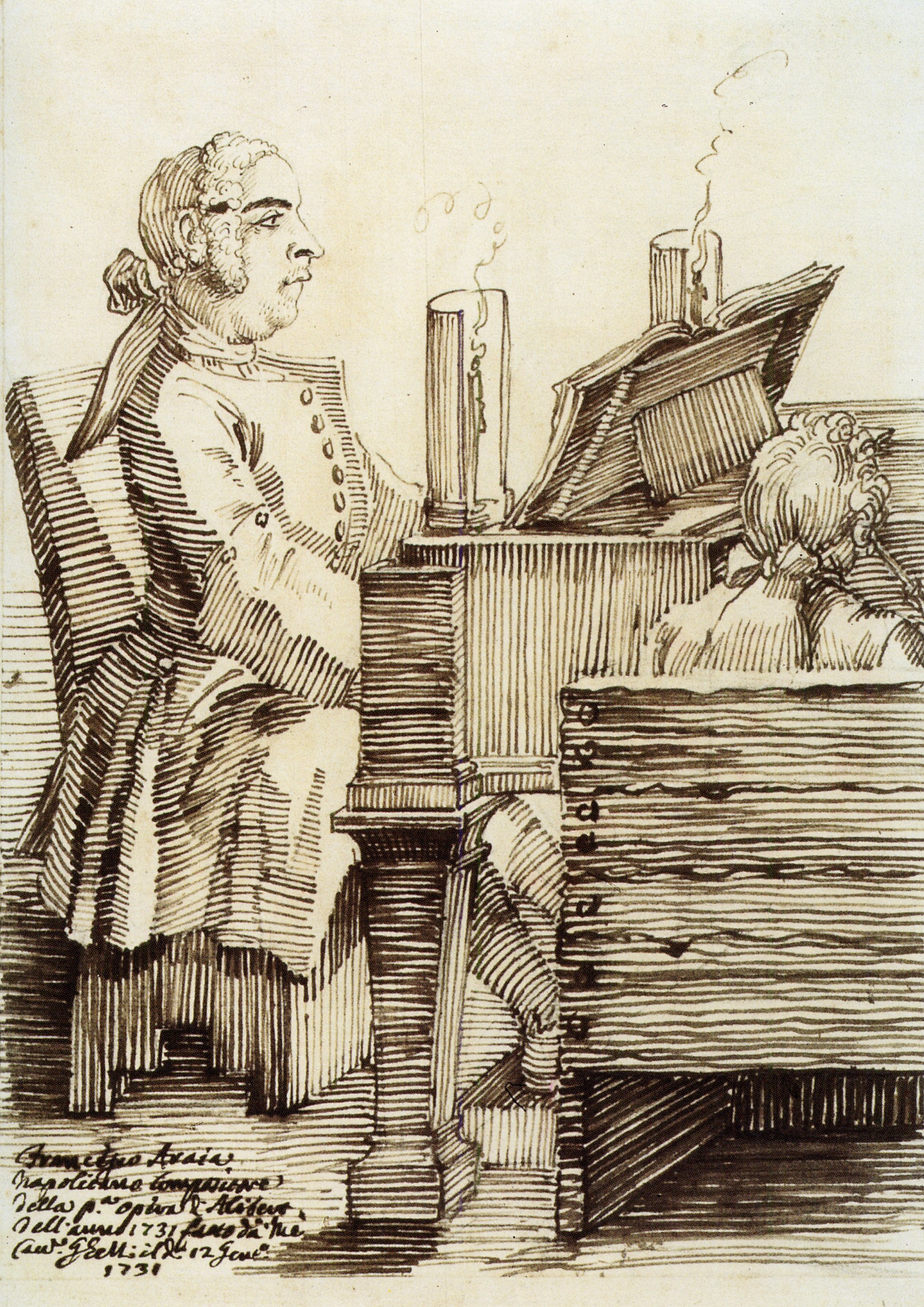
Francesco Araja, caricature de Pier Leone Ghezzi, 1731.

La date retenue pour l'importation de l'opéra en Russie est 1736, l'année de la création nationale de l'opéra seria La Forza dell'amore e dell'odio du compositeur italien Francesco Araja, à l'occasion de l'anniversaire de la tsarine Anna Ioannovna. Durant deux décennies, l'opéra, exclusivement italien, est représenté en Russie, et prend ainsi place au sein des divertissements culturels que recherchent les Russes, bien que les représentations soient réservées à l'élite aristocratique et noble des villes. Par la suite, les seuls opéras en langue italienne ne suffisent plus et apparaît le besoin de créer des ouvrages russes dans la langue des habitants, par des compositeurs locaux. Dans un premier temps, est demandé à Francesco Araja, alors en résidence dans le pays, de composer un opéra en russe, et non plus traduit de l'italien : il s'agit de Céphale et Procris, le premier de ce genre, créé en 1755, sur un livret de Soumarokov. L'opéra, parallèlement à son implantation croissante, s'ouvre à un public plus large, notamment la nouvelle bourgeoisie.
L'arrivée en 1757 de la troupe d'opéra de Giovanni Locatelli à Saint-Pétersbourg va renforcer le développement du genre lyrique dans la ville, qui a la faveur de la famille royale, en particulier de la tsarine Catherine II, en particulier du style opéra buffa, au détriment de l'opéra seria. Les deux genres font travailler de concert à l'essor du théâtre lyrique dans le pays, bien que ce dernier s'essouffle au cours du siècle, avec des figures telles que Hermann Raupach (en), Vincenzo Manfredini et Baldassare Galuppi.

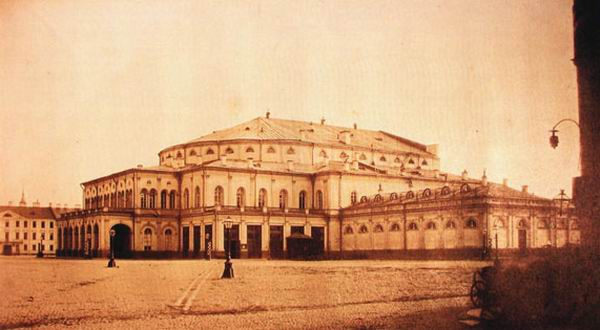
Théâtre Mariinsky

Les compositeurs Russes apparaissent quant à eux dès le milieu du siècle, tous élèves de maîtres italiens vivant dans le pays, où l'on retrouve des noms tels que Maxime Berezovsky, Dmitri Bortnianski et Evstignei Fomine. Ceux-ci effectuent des séjours artistiques en Italie pour se perfectionner où ils produisent des ouvrages lyriques en italien. L'opéra en Russie prend une ampleur importante dans la seconde moitié du siècle, en particulier des opera buffa d'Italiens, lorsque les compositeurs russes commencent à écrire leurs propres ouvrages dans la langue du pays. Cette tendance est affermie par la création au même moment de salles d'opéras dans les villes principales du pays : à Saint-Pétersbourg au théâtre du palais de l’Ermitage, au Théâtre de bois ou théâtre Knipper, construit en 1757, puis, à partir de 1783, au Théâtre de pierre, qui devient par la suite le Théâtre Mariinsky. En compétition avec celle-ci mais pour un long moment en situation d'infériorité, à Moscou, on retrouve à partir de 1776 le théâtre Petrovski, qui devient le Théâtre Bolchoï ; celui-ci devient le lieu de représentation des premiers opéras-comique russes dans les années 1770.
Le premier opéra communément considéré comme russe est Le Meunier, sorcier, fourbe et marieur de Mikhaïl Sokolovski, en 1779, un ouvrage qui repose sur des adaptations de chants populaires, créé au théâtre Petrovski de Moscou. Evstignei Fomine compose deux ouvrages dans la décennie suivante, notamment Boieslavitch, le preux de Novgorod sur un livret de Catherine II, créé en 1786, tous deux sous la forme du Singspiel. L'évolution artistique de la Russie de la seconde moitié du siècle est le fruit d'une libéralisation de la société qui permet à un nouveau public de fréquenter les nombreux théâtres qui voient le jour. De nombreuses œuvres jouées sur place par des troupes françaises notamment participent à la démocratisation d'un opéra-comique qui fait encore la part belle au texte et aux dialogues au détriment de la musique. Néanmoins, malgré le fait que les musiciens se relaient pour composer la partition d'une même pièce à succès, ces ouvrages font apparaître une nouvelle esthétique, certes loin des considérations philosophiques et critiques des Lumières, mettant en valeur le monde paysan.

### XIXesiècle: essor
C'est cependant à partir du xviie siècle que le genre prend un essor important et ne limite plus à l'écriture d'ouvrages de divertissement, et qu'il commence à prendre de l'ampleur, en parallèle de l'évolution de la littérature russe. Stepan Davydov avec Lesta, la sirène du Dniepr fait une forte impression sur le public en 1803 lorsqu'il est représenté à Saint-Pétersbourg, de même que Alexeï Verstovski avec Le Tombeau d’Askold en 1835, qui prend le partie d'être proche de l'histoire et de la culture du pays. Les mutations politiques et sociales du pays, par exemple l'invasion des armées françaises, vont entraîner un regain d'intérêt pour la culture nationale. Esthétiquement, ces ouvrages s'éloignent de la forme de l'opéra-comique exclusive du siècle précédent, pour adopter une forme bipartite chant-air à la façon italienne.

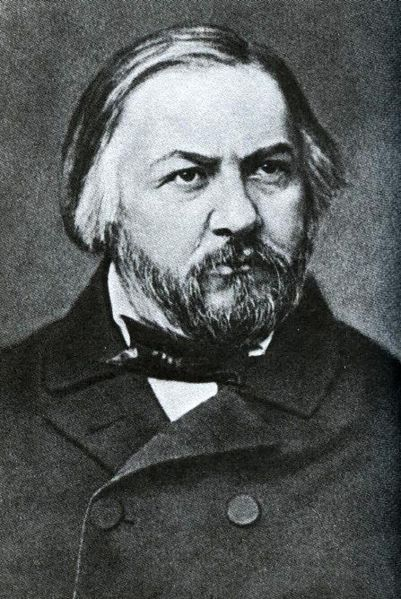
Mikhaïl Glinka.

Les deux ouvrages Mikhaïl Glinka, Une vie pour le tsar de 1836 et Rouslan et Ludmila de 1842 marquent d'une pierre blanche l'émergence d'un opéra russe national à l'échelle du pays. Le dernier est par ailleurs tiré d'un poème de Alexandre Pouchkine, montrant l'implication définitive des arts nationaux entre eux. Ces deux ouvrages s'inspirent tous deux de pans spécifiques de la vie culturelle russe, d'une part la réalité historique et de l'autre l'imaginaire féérique que recèle le pays. Musicalement, il concilie les formes traditionnelles de l'opéra avec des arrangements discrets des chants populaires russes, proposant ainsi une structure adaptée à des œuvres lyriques exigeantes et normées, tout en influençant un style spécifique national. Ce compositeur, père de la musique savante russe, a une influence importante sur les grands noms de l'opéra de ce siècle et du début du suivant, tels que Modeste Moussorgski, Nikolaï Rimski-Korsakov et Alexandre Borodine. Le chanteur créateur des rôles principaux de ces deux opéras, Ossip Petrov, pose les bases de chant lyrique des basses pour les générations suivantes.
Au cours de ce siècle, certains compositeurs tels qu'Alexandre Dargomyjski explorent de nouvelles approches de l'opéra en réutilisant notamment le réalisme et le fantastique des classes sociales et populaires, comme dans Roussalka de 1856. Ces recherches innovent notamment dans le style de composition, proposant ainsi pour la première fois une abolition du duo air-récitatif typique de l'opéra italien pour aller vers des formes privilégiant la mélodie, comme dans Le Convive de pierre de 1869. Par la suite, et avec l'importance accordée au genre lyrique, deux clans se forment : l'un, nationaliste, mené par le Groupe des Cinq, autodidactes rejetant l'académisme, et l'autre, occidentaliste, autour de la figure de Anton Rubinstein, qui fonde le conservatoire de Saint-Pétersbourg en 1862 et est le maître de Piotr Ilitch Tchaïkovski. Les divergences esthétiques et de principes théoriques autour de la notion de l'opéra durent une décennie, et aboutissent sur un compromis. En revanche, le choix de la langue russe et des sujets historiques ou littéraires nationaux démontrent la détermination à créer un répertoire national, surtout au niveau du livret. Stylistiquement, les partitions des compositeurs s'opposent en partie à l'héritage de Mikhaïl Glinka et surtout au goût de l'élite culturelle pour les formes italiennes, préférant par exemple se tourner vers un style de récitatif mélodique proche du parlé, faisant écho au réalisme artistique.

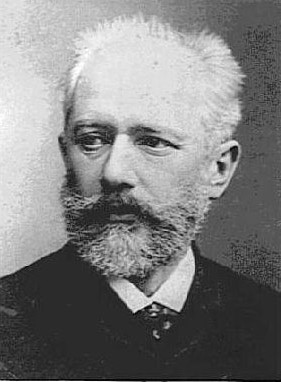
Piotr Ilitch Tchaïkovski.

Le tournant des années 1870 est particulièrement prolifique au niveau des opéras russes de premier plan : Modeste Moussorgski compose Boris Godounov, Nikolaï Rimski-Korsakov écrit La Pskovitaine et Piotr Ilitch Tchaïkovski, L'Opritchnik, tous trois créés en 1872, et explorant des figures historiques qui participèrent à la création de l'État Russe ; Alexandre Borodine met à l'honneur, en parallèle, la Russie du Moyen-Âge avec Le Prince Igor. Nikolaï Rimski-Korsakov exprime, avec l'écriture de ce premier opéra, un style musical renouvelé, basé sur une continuité et rejetant la forme de l'opéra à numéros. En obtenant le succès avec Eugène Onéguine et La Pucelle d'Orléans en 1878 et 1879, Piotr Ilitch Tchaïkovski affirme qu'il reste toutefois attaché à la forme traditionnelle de l'opéra à numéros et rejette la réforme wagnérienne des ouvrages lyriques. La réussite de ces œuvres auprès du public démontre l'appétence de celui-ci pour des sujets différents, comme l'atteste la multitude des opéras d'envergure que compose Nikolaï Rimski-Korsakov dans les années 1890 autour d'ambiance folklorique et fantastique, au travers de l'influence des comtes populaires et de la littérature contemporaine, telle que les nouvelles de Nicolas Gogol.

### XXesiècle: renouveau

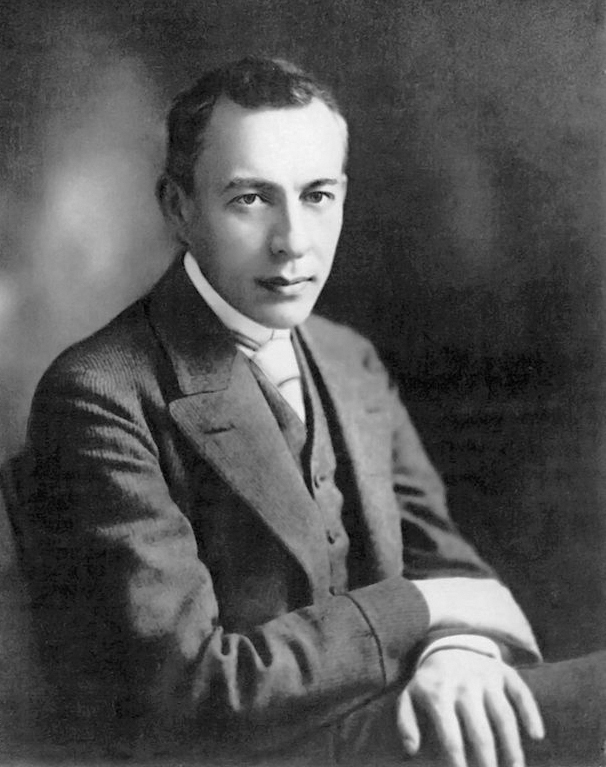
Sergueï Rachmaninov vers 1900.

Après un bref épisode moins prolifique pour l'art lyrique lors de la génération suivante, où l'on retrouve notamment le drame antique de Sergueï Taneïev, L’Orestie, créé en 1894 et l'ouvrage de Sergueï Rachmaninov, Francesca da Rimini de 1906, le XXe siècle voit apparaître une nouvelle force emmené notamment par Sergueï Prokofiev. Le Joueur de 1916, tiré du roman de Fiodor Dostoïevski, L'Amour des trois oranges de 1919 et L'Ange de feu dans les années 1920 sont autant d'ouvrages qui permettent au compositeur d'exprimer une nouvelle ligne directrice émancipée de ses prédécesseurs et lui fournissent le cadre d'expérimentations de formes nouvelles de l'opéra. En parallèle, son très jeune contemporain Dmitri Chostakovitch explore les pistes avant-gardistes avec notamment Le Nez, tiré d'une nouvelle éponyme de Nicolas Gogol, qui fait histoire en particulier par l'audace d'un interlude pour percussions exclusivement. 

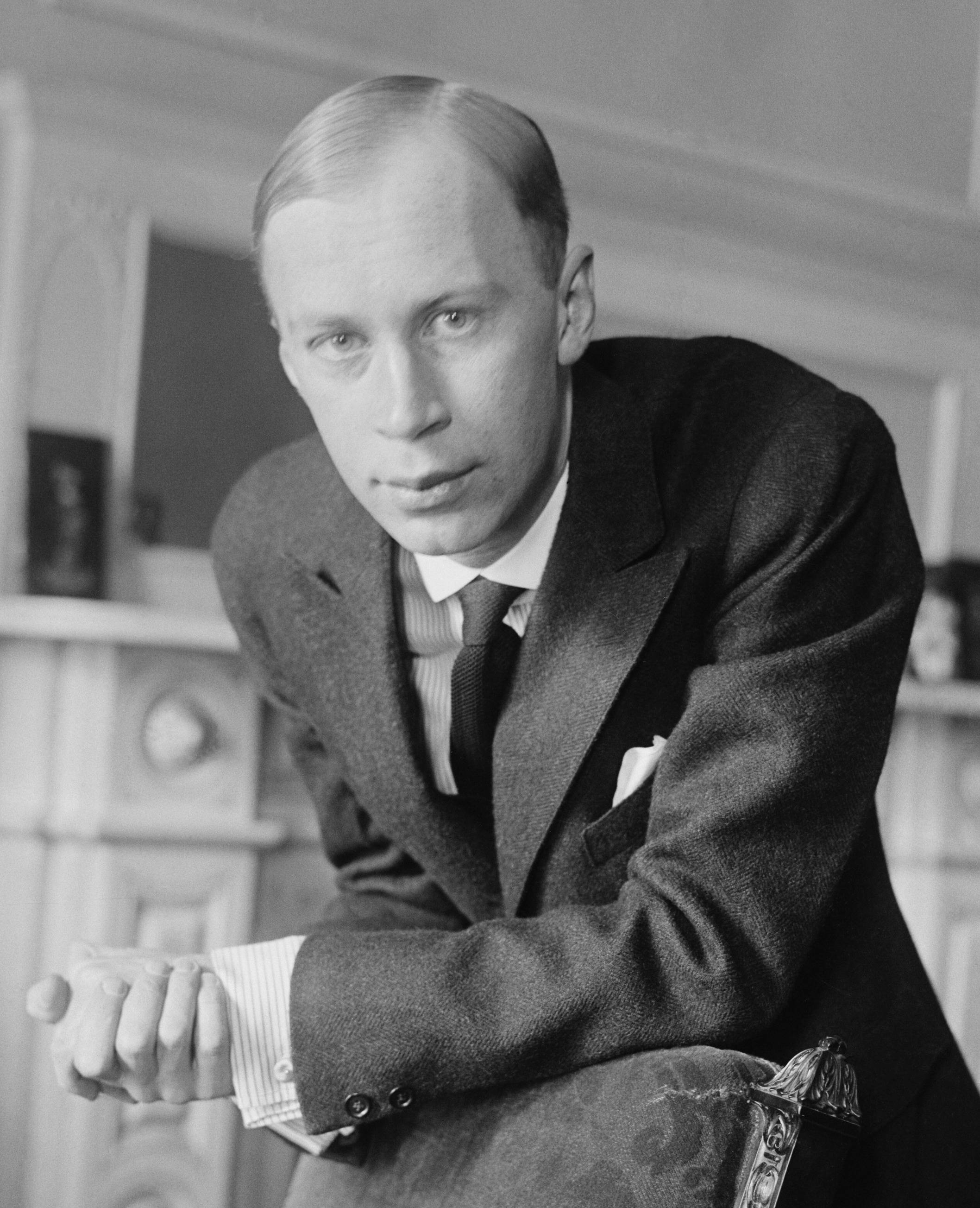
Sergueï Prokofiev vers 1918.

Émigré en Occident, Igor Stravinsky écrit à l'occasion pour l'opéra, avec notamment Le Rossignol en 1914, avec un livret en français, d'où se ressent l'influence de son maître Nikolaï Rimski-Korsakov ; par la suite, il compose Œdipus rex en 1927 sur un livret en latin et The Rake's Progress en 1951 en anglais. La première moitié du siècle est l'occasion d'un rééquilibrage entre les répertoires occidentaux et russes dans la quantité de représentations sur le territoires national, notamment au théâtre Bolchoï de Moscou, qui devient le lieu principal des créations d'ouvrages russes, lyriques et ballets. Bien que concurrencé par les salles privées, comme l'Opéra de Mamontov, la scène impériale réussit à capter des chanteurs de premier plan tels que la basse Fédor Chaliapine ; le Bolchoï devient, après la Révolution d'Octobre, le premier lieu de représentation du pays. La période soviétique offre quant à elle quelques opéras dont peu se sont maintenus après la chute du régime.